# Pedicularis shansiensis
Pedicularis shansiensis är en snyltrotsväxtart som beskrevs av Tsoong. Pedicularis shansiensis ingår i släktet spiror, och familjen snyltrotsväxter. Inga underarter finns listade i Catalogue of Life.